# Norman Bel Geddes

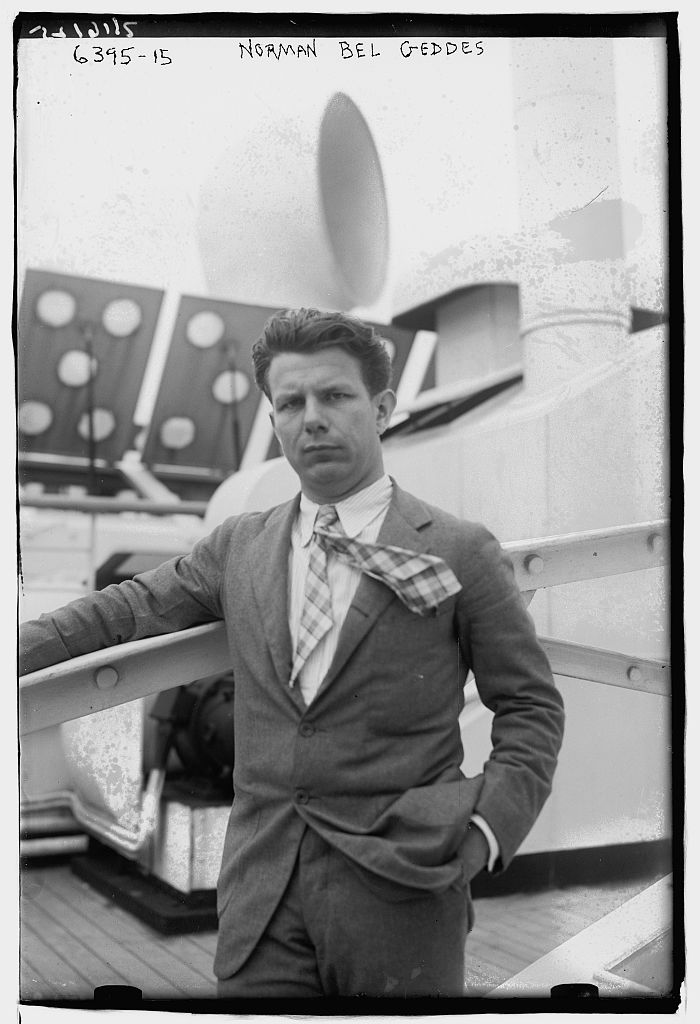
Norman Bel Geddes

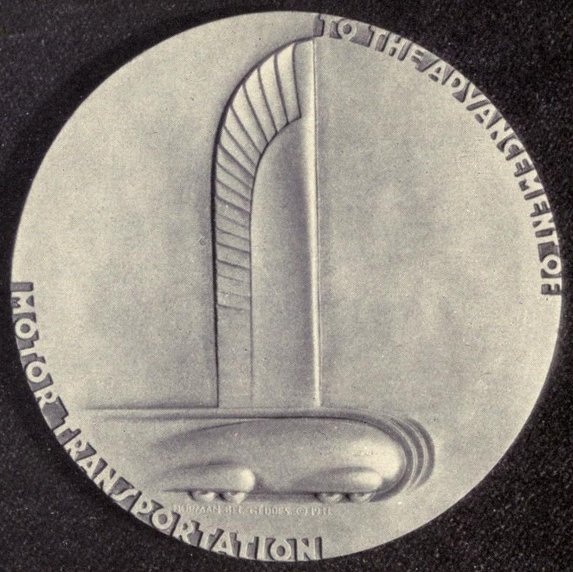
To the Advancement of Motor Transportation, 1933, 7,5 cm Durchmesser, versilberte Bronze

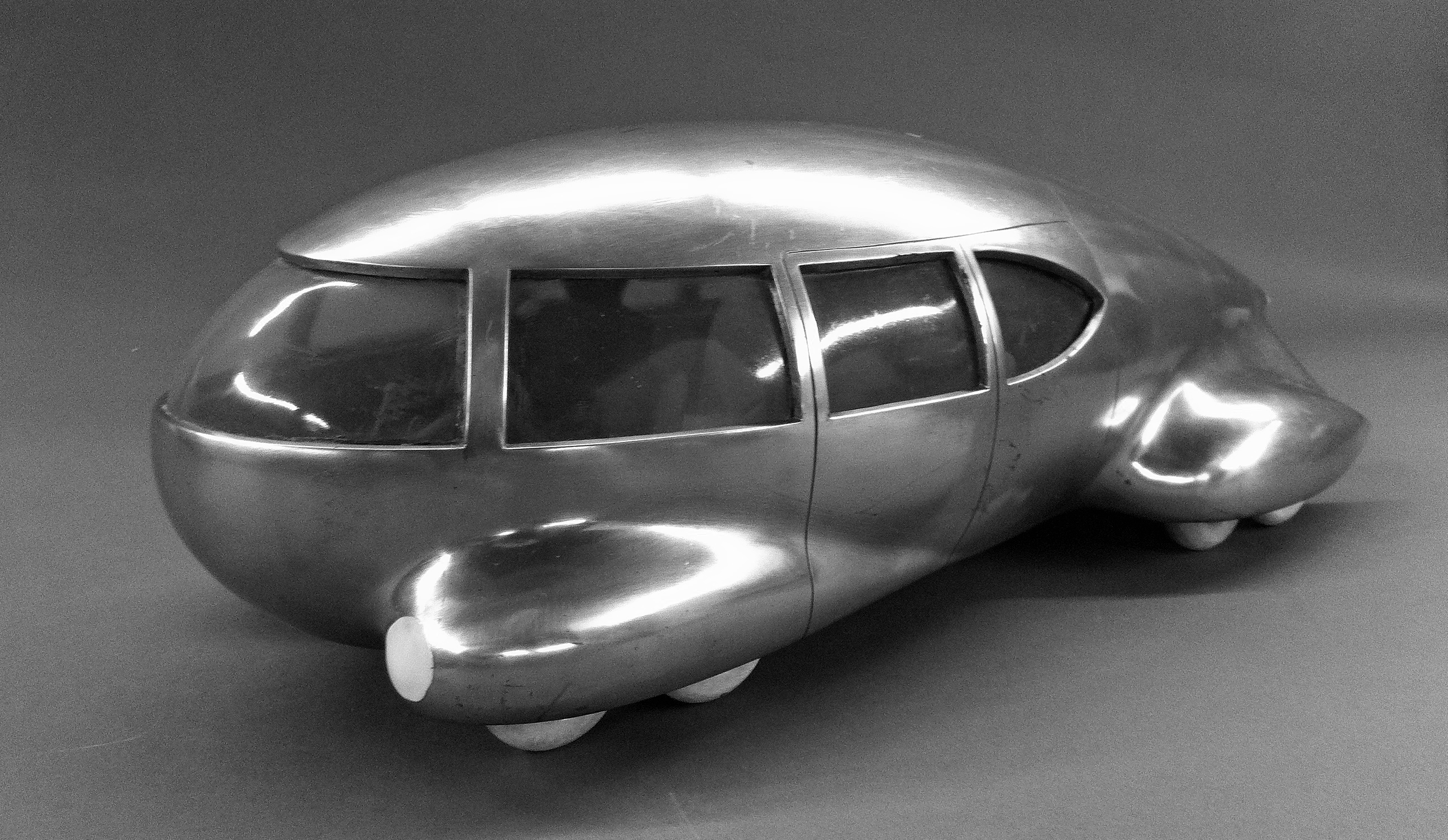
Modell eines tropfenförmigen Stromlinien-Automobils von Norman Bel Geddes

Norman Bel Geddes (* 27. April 1893 in Adrian, Michigan; † 8. Mai 1958 in New York, eigentlich Norman Melancton Geddes) war ein US-amerikanischer Bühnenbildner und Produktdesigner und Vertreter des Art-Déco-Stils Streamline-Moderne und der Aerodynamik.

## Leben
Norman Bel Geddes war der Sohn von Clifton Terry Geddes und dessen Frau Flora Luelle Yingling. Seine Karriere begann er 1918 als Bühnenbildner für die Metropolitan Opera am Broadway (Theater) in New York. 1927 wurde er Industrial Designer, wobei er zunächst das Äußere von Gasöfen gestaltete.
1929 entwarf er den „Airliner Number 4“, ein riesiges Amphibienflugzeug mit neun Decks, Orchestersaal, Sporthalle, Solarium und Hangars für zwei kleinere Wasserflugzeuge. Max Reinhardt engagierte Bel Geddes für das Bühnenbild des Monumentalwerks The Eternal Road. Bel Geddes war einer der Gründer der Industrial Designers Society of America (IDSA) und einer der Wegbereiter der Stromlinienform in den 1930er Jahren. Für die Weltausstellung 1939 in New York entwarf er den Futurama-Pavillon für General Motors.
Seine Autobiografie erschien posthum zwei Jahre nach seinem Tod. Aus seiner Ehe mit Helen Belle Sneider entstammte die Schauspielerin Barbara Bel Geddes.

## Produkte
- Medaille zur Feier des 25-jährigen Bestehens von General Motors, 1933[1]
- Verchromter Cocktail-Shaker Manhattan bei Revere Copper and Brass Company, 1935[1]

## Veröffentlichungen
- Horizons, 1932 (PDF; 16,1 MB)
- General Motors Highways & horizons: New York World’s Fair, 1939 (PDF; 1,3 MB)
- Magic Motorways, 1940 (PDF; 30,9 MB)